# おさるのジョージ (映画)
『おさるのジョージ』(Curious George) は、マシュー・オキャラハンが監督を務めた、ユニバーサル・ピクチャーズの配給による2006年公開の長編アニメーション映画。映画シリーズ第1作。

## キャスト
括弧内は日本語吹き替え版の声優
- テッド - ウィル・フェレル（山寺宏一）
- ジョージ - フランク・ウェルカー
- マギー - ドリュー・バリモア（相田さやか）
- ジュニア - デヴィッド・クロス（村治学）
- ミス・ブラッシュボトム - ユージン・レヴィ（滝沢ロコ）
- クローヴィス - ジョーン・プロウライト
- ブルームズベリー - ディック・ヴァン・ダイク（村松康雄）
- シェーン・バウメル
- アレクサンダー・グールド
- エド・オロス
- クリント・ハワード